# Os Velhos Marinheiros ou o Capitão de Longo Curso
Os Velhos Marinheiros ou o Capitão de Longo Curso é um romance de autoria do escritor brasileiro Jorge Amado, membro da Academia Brasileira de Letras, publicado em 1961.
Foi um dos livros mais vendidos do Jorge Amado com 400 mil exemplares vendidos. 

## Enredo
Vasco Moscoso de Aragão desembarca em Periperi, litoral baiano. Sua farda de marinheiro, seus mapas, o cachimbo e o telescópio viram atrações na pequena cidade. Além dos instrumentos náuticos que fascinam os moradores, a população local se deixa conquistar também pelas histórias contadas pelo capitão-de-Longo-Curso.
São narrativas que dão notícia de países longínquos e portos distantes como Marselha, Nova Iorque, Hong Kong, Xangai, Calcutá. São fatos admiráveis e aventureiros como o enfrentamento de tempestades e tubarões do mar Vermelho, naufrágios em ilhas remotas, amores trágicos e pecaminosos.

## Personagens
- Carol - outrora a pobre Carolina prestes a atirar-se de uma ponte em Recife, torna-se influente. Patroa sábia, mulher madura com os seus mistérios;
- Vasco Moscoso de Aragão;
- Dondosa - cálida, safadinha;
- Soraia - vagabunda dançarina.

## Importância
Nesta narrativa contada em tom de histórias de marinheiro, Jorge Amado apresenta um  quadro de costumes da sociedade baiana do começo do século XX. Ali, na pacata localidade litorânea, convivem doutores ilustres, ricos comerciantes, senhoras de respeito, aposentados, funcionários públicos e desocupados.
Dentro desse universo comum, sobressai o comandante, com suas experiências extraordinárias. A vida no mar lhe ensinou conhecimentos que extrapolam a navegação: afloram também suas qualidades de homem honrado, de exímio jogador de pôquer e de conquistador romântico. De uma hora para outra, Periperi encontrou um herói.
Mas o comandante não tarda a despertar inveja e desconfiança. Convencido de que o Comandante é um falsário, o fiscal aposentado Chico Pacheco vai investigar a vida pregressa de Vasco Moscoso de Aragão.
Em Os velhos marinheiros, Jorge Amado contrapõe a vida regrada e repetitiva do cotidiano ao mundo aventuroso dos marinheiros, em que não se distinguem verdade e fantasia, sonho e realidade, a tensão do acontecido e a beleza do narrado.

## História
A narrativa de Os velhos marinheiros foi concluída no Rio de Janeiro no início de 1961. Originalmente, o texto foi publicado no volume Os velhos marinheiros, que tinha o romance Os velhos marinheiros ou O capitão de longo curso junto com a novela A morte e a morte de Quincas Berro Dágua.
Jorge Amado vivia então uma fase de intensa produção literária e grande reconhecimento. Depois de se distanciar do Partido Comunista, em meados da década de 1950, publicou Gabriela, cravo e canela, livro que marca uma virada em sua obra. Em 1961, foi eleito para a Academia Brasileira de Letras. No mesmo ano, A morte e a morte de Quincas Berro Dágua era publicada em francês na revista Temps Modernes. O autor recebeu então homenagens na Bahia e no Rio de Janeiro pelos trinta anos de sua estréia literária, ocorrida com a publicação do romance O país do carnaval.
Foi publicado na Alemanha em 1964.
A partir de 1976, o romance protagonizado por Vasco Moscoso passou a ser editado à parte, com o título Os velhos marinheiros ou O capitão-de-longo-curso. A revista francesa Lire de janeiro de 1979 incluiu o livro Le vieux marin, em tradução de Alice Raillard, entre os vinte melhores livros publicados na França no ano anterior. O romance teve mais de cinqüenta edições, foi publicado em Portugal e ganhou traduções em diversos idiomas.
Em 2006, quando Jorge Amado foi o autor homenageado na FLIP (Festa Literária Internacional de Parati), a cantora Maria Bethânia leu trechos do livro durante o show que fez inspirada na obra do escritor. “Memórias do mar”, composição de Jorge Portugal e Vevé Calasans interpretada por Bethânia, é diretamente inspirada nesta narrativa de Jorge Amado.